# روبرتو ادواردو کاربونی
روبرتو ادواردو کاربونی (انگلیسی: Roberto Eduardo Carboni؛ زادهٔ ۸ آوریل ۱۹۸۵) بازیکن فوتبال اهل آرژانتین است.
از باشگاه‌هایی که در آن بازی کرده‌است می‌توان به باشگاه اتلتیکو ایندپندینته اشاره کرد.